# Syngonanthus
Syngonanthus es un género  de plantas con flores perteneciente a la familia Eriocaulaceae. Es nativo de los trópicos de América y África.  Comprende 241 especies descritas y de estas, solo 200 aceptadas.

## Descripción
Son plantas acaules, o raramente con tallos alargados, foliosos. Hojas generalmente no fenestradas. Pedúnculos terminales. Bractéolas receptaculares casi siempre ausentes. Flósculos trímeros; cáliz y corola presentes en todos los flósculos. Flósculos estaminados con los sépalos libres o ligeramente connatos en la base; pétalos connatos en un tubo 3-lobado, involuto; estambres 3, opuestos a los lóbulos de la corola, exertos o no; anteras 4-loculares. Flósculos pistilados con los sépalos libres o casi libres; pétalos connatos o ligeramente conniventes a lo largo de los márgenes en el centro, libres en la base y en el ápice; estilos 3, los estigmas simples.

## Taxonomía
El género fue descrito por Ruhland in I.Urban  y publicado en Symbolae Antillanae seu Fundamenta Florae Indiae Occidentalis 1: 487. 1900. La especie tipo es: Syngonanthus umbellatus (Lam.) Ruhland.

## Especies seleccionadas
- Syngonanthus acephalus
- Syngonanthus aciphyllus
- Syngonanthus acopanensis
- Syngonanthus akurimensis
- Syngonanthus albopulvinatus